# Kim Gun Mo 3
《Kim Gun Mo 3》는 1995년 덕윤산업에서 발매한 대한민국의 가수 김건모의 세 번째 정규 음반이다. 〈잘못된 만남〉의 폭발적인 히트에 힘입어 총 286만 장의 판매고를 올리며 한국 기네스북에 최다 판매 음반으로 기록된 기념비적 음반이다.

## 개요

### 역대 최다 판매고
데뷔 음반의 〈잠 못 드는 밤 비는 내리고〉와 〈첫인상〉, 2집 수록곡 〈핑계〉의 연이은 히트로 스타덤에 오른 김건모는 통산 3집인 이 음반과 수록곡 〈잘못된 만남〉의 엄청난 히트 덕에 말 그대로 대한민국 가요계를 집어삼켜 버렸다.
음반은 발매 후 3달 만에 250만 장이 넘게 팔리며 한국 기네스북에 최다 판매 음반으로 기록되었다. 현재까지도 총 286만 장의 판매고를 올리며 그 지위를 유지하고 있다. 1년 내내 한국 땅 어디에서나 흘러나왔다고 해도 좋을 〈잘못된 만남〉은 KBS 《가요톱10》에서 5주 연속 1위를 차지해 골든컵을 수상했고, 그해 KBS 가요대상 역시 김건모의 차지였다.

### 김창환과 함께한 초기의 마지막 음반
3집은 김건모에게 최고의 상업적 성공과 함께 "국민가수"의 칭호를 가져다줬다. 이때에 이르러 그는 비슷한 시기 데뷔해 한때 라이벌로 언급되던 김원준을 저만치 따돌리고 서태지와 아이들, 신승훈과 함께 1990년대를 대표하는 트로이카 체제를 구축했다. 
당시 김건모는 1994년부터 1996년까지 〈핑계〉와 〈잘못된 만남〉, 〈스피드〉로 KBS 가요대상을 3연패했을 만큼 절정의 인기를 누렸다. 보통 1집에서 3집까지의 시기를 김건모 음악 인생의 전기로 본다. 당대 가요계의 히트 메이커 김창환 사단의 선두주자로 활약하던 시절이다. 
하지만 김건모는 이 음반을 마지막으로 김창환과 결별했다. 그리고 1996년의 4집부터는 작곡가 최준영과 손잡고 자신이 직접 프로듀서로 나서면서 새로운 길을 모색하기 시작했다. 그에게 있어서는 음악 인생 중기의 시작이었다.

## 수록곡
- 전체 작사: 김창환

| #   | 제목                          | 작곡   | 편곡   | 재생 시간 |
| --- | ----------------------------- | ------ | ------ | --------- |
| 1.  | 〈아름다운 이별〉             | 김형석 | 김형석 | 4:08      |
| 2.  | 〈드라마〉                    | 김창환 | 김건모 | 7:17      |
| 3.  | 〈이 밤이 가면〉              | 천성일 | 김우진 | 4:12      |
| 4.  | 〈너에게 (마음으로 하는 말)〉 | 천성일 | 김우진 | 3:53      |
| 5.  | 〈너를 만난 후로〉            | 김창환 | 김건모 | 4:31      |
| 6.  | 〈잘못된 만남〉               | 김창환 | 김우진 | 4:14      |
| 7.  | 〈멋있는 이별을 위해〉        | 천성일 | 김우진 | 3:56      |
| 8.  | 〈겨울이 오면〉               | 김창환 | 김건모 | 4:30      |
| 9.  | 〈넌 친구? 난 연인!〉         | 김건모 | 김우진 | 4:27      |
| 10. | 〈그대와 함께〉               | 천성일 | 김우진 | 4:09      |
| 11. | 〈겨울이 오면 (Bonus Track)〉 | 천성일 | 김우진 | 4:42      |

- 6번 트랙 〈잘못된 만남〉은 유영석과 관련된 실화를 바탕으로 한 노래다.

## 같이 보기
- 대한민국의 역대 음반 판매량 순위 목록